# Senso della vita

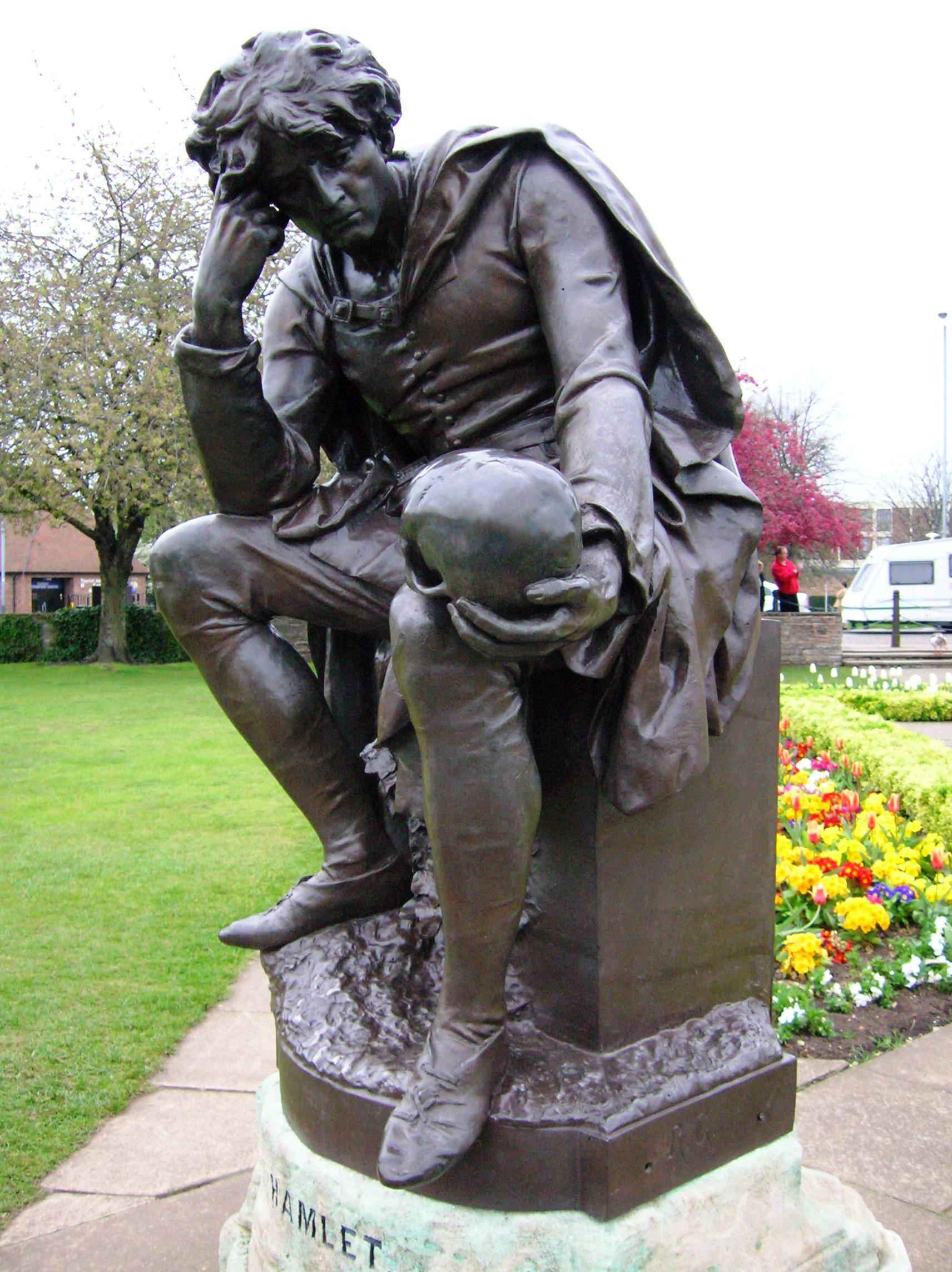
Amleto, contemplando un cranio, s'interroga sul senso della vita.

La domanda sul senso della vita è un tema ricorrente nella filosofia e nella psicologia, oltre che in letteratura, poesia e altre forme espressive.

## Pensiero occidentale
(Immanuel Kant, Critica della ragion pratica, Bari, Laterza, 1966, p. 201)
Secondo la filosofia greca, la risposta è nella filosofia stessa come discorso e modo del vivere; emblematica, a questo proposito, è la figura di Socrate, a cui Platone attribuisce questo apoftegma: «Una vita senza ricerche non è degna per l'uomo di essere vissuta». La filosofia ellenistica indica altresì la strada degli esercizi spirituali, dell'«imparare a vivere». Per Zenone di Cizio, fondatore dello stoicismo, «Lo scopo della vita è di vivere in accordo con la natura».
Col cristianesimo la ricerca del senso della vita resta incentrata sul bisogno di verità, che in Agostino diventa esigenza insaziabile per riuscire a sconfiggere i dubbi della ragione, prima di giungere alla conversione: «Tali pensieri rimescolavo nel mio povero cuore gravido di assilli pungentissimi, frutto del timore della morte e della mancata scoperta della verità».
Nel Medioevo la domanda sul senso della vita continua a rivolgersi al trascendente, verso ciò che è ritenuto incorruttibile, anziché sui piaceri transitori ed effimeri del vivere ai quali è indirizzata la riflessione sul peccato.
In epoca moderna, l'esistenzialismo indaga la problematicità del senso della vita, soprattutto in relazione al nichilismo. Søren Kierkegaard, nella sua critica alla vita estetica, afferma: «Chi scorge nel godimento il senso e lo scopo della vita, sottopone sempre la sua vita a una condizione che, o sta al di fuori dell'individuo, o è nell'individuo, ma in modo da non essere posta per opera dell'individuo stesso». Tuttavia, la realizzazione dell'individuo è rivendicata anche da Oscar Wilde, massimo esponente dell'estetismo, che scrive: «Lo scopo della vita è l'autosviluppo. Sviluppare pienamente la nostra individualità, ecco la missione che ciascuno di noi deve compiere». In polemica col razionalismo, Fëdor Dostoevskij esorta: «Ama la vita più della sua logica, solo allora ne capirai il senso».
La psicologia individuale di Alfred Adler vede nella domanda sul senso della vita un'aspirazione dell'uomo alla perfezione.